# Tour des Alpes-Maritimes et du Var 2022
Tour des Alpes-Maritimes et du Var 2022 var den 54. udgave af det franske etapeløb Tour des Alpes-Maritimes et du Var. Cykelløbets tre etaper blev kørt fra 18. februar hvor det startede i Saint-Raphaël, til 20. februar 2022 hvor løbet sluttede i Blausasc. Løbet var en del UCI Europe Tour 2022. Den samlede vinder af løbet blev colombianske Nairo Quintana fra Arkéa-Samsic, for anden gang i karrieren. Danske Andreas Kron fra Lotto-Soudal vandt løbets ungdomstrøje.

## Etaperne
| Etape    | Dato     | Start – Mål                      | type              | Afstand (km) | Elevation (m) | Etapevinder    | Førende rytter |
| -------- | -------- | -------------------------------- | ----------------- | ------------ | ------------- | -------------- | -------------- |
| 1. etape | 18. feb. | Saint-Raphaël – La Seyne-sur-Mer | kuperet etape     | 176,3        | 1.955 m       | Caleb Ewan     | Caleb Ewan     |
| 2. etape | 19. feb. | Puget-Théniers – La Turbie       | middel bjergetape | 149,1        | 2.663 m       | Tim Wellens    | Tim Wellens    |
| 3. etape | 20. feb. | Villefranche-sur-Mer – Blausasc  | middel bjergetape | 112,6        | 2.650 m       | Nairo Quintana | Nairo Quintana |

### 1. etape
| Saint-Raphaël - La Seyne-sur-Mer | kuperet etape | (176,3 km) |

| \| Etaperesultat \| Etaperesultat \| Etaperesultat \| Etaperesultat \| Etaperesultat \| \| Rytter \| Rytter \| Hold \| Tid \| \| \| ------------- \| ----------------- \| --------------------- \| ------------- \| ------------- \| \| 1. \| Caleb Ewan \| Lotto-Soudal \| 4t 14' 44" \| \| \| 2. \| Anthony Turgis \| TotalEnergies \| + 0" \| \| \| 3. \| Nacer Bouhanni \| Arkéa-Samsic \| + 0" \| \| \| 4. \| Andrea Vendrame \| AG2R Citroën Team \| + 0" \| \| \| 5. \| Alex Kirsch \| Trek-Segafredo \| + 0" \| \| \| 6. \| Kevin Geniets \| Groupama-FDJ \| + 0" \| \| \| 7. \| Anthony Maldonado \| Saint Michel-Auber 93 \| + 0" \| \| \| 8. \| Alexis Renard \| Cofidis \| + 0" \| \| \| 9. \| James Shaw \| EF Education-EasyPost \| + 0" \| \| \| 10. \| Damien Touzé \| AG2R Citroën Team \| + 0" \| \| |                   |                       |            |
| |                   |                       |            |
| Kilde: ProCyclingStats |                   |                       |            |
| Etaperesultat |                   |                       |            |
| Rytter | Rytter            | Hold                  | Tid        |
| 1. | Caleb Ewan        | Lotto-Soudal          | 4t 14' 44" |
| 2. | Anthony Turgis    | TotalEnergies         | + 0"       |
| 3. | Nacer Bouhanni    | Arkéa-Samsic          | + 0"       |
| 4. | Andrea Vendrame   | AG2R Citroën Team     | + 0"       |
| 5. | Alex Kirsch       | Trek-Segafredo        | + 0"       |
| 6. | Kevin Geniets     | Groupama-FDJ          | + 0"       |
| 7. | Anthony Maldonado | Saint Michel-Auber 93 | + 0"       |
| 8. | Alexis Renard     | Cofidis               | + 0"       |
| 9. | James Shaw        | EF Education-EasyPost | + 0"       |
| 10. | Damien Touzé      | AG2R Citroën Team     | + 0"       |

| \| Samlede stilling \| Samlede stilling \| Samlede stilling \| Samlede stilling \| Samlede stilling \| \| Rytter \| Rytter \| Hold \| Tid \| \| \| ---------------- \| ----------------- \| --------------------- \| ---------------- \| ---------------- \| \| 1. \| Caleb Ewan \| Lotto-Soudal \| 4t 14' 44" \| \| \| 2. \| Anthony Turgis \| TotalEnergies \| + 0" \| \| \| 3. \| Nacer Bouhanni \| Arkéa-Samsic \| + 0" \| \| \| 4. \| Andrea Vendrame \| AG2R Citroën Team \| + 0" \| \| \| 5. \| Alex Kirsch \| Trek-Segafredo \| + 0" \| \| \| 6. \| Kevin Geniets \| Groupama-FDJ \| + 0" \| \| \| 7. \| Anthony Maldonado \| Saint Michel-Auber 93 \| + 0" \| \| \| 8. \| Alexis Renard \| Cofidis \| + 0" \| \| \| 9. \| James Shaw \| EF Education-EasyPost \| + 0" \| \| \| 10. \| Damien Touzé \| AG2R Citroën Team \| + 0" \| \| |                   |                       |            |
| |                   |                       |            |
| Kilde: ProCyclingStats |                   |                       |            |
| Samlede stilling |                   |                       |            |
| Rytter | Rytter            | Hold                  | Tid        |
| 1. | Caleb Ewan        | Lotto-Soudal          | 4t 14' 44" |
| 2. | Anthony Turgis    | TotalEnergies         | + 0"       |
| 3. | Nacer Bouhanni    | Arkéa-Samsic          | + 0"       |
| 4. | Andrea Vendrame   | AG2R Citroën Team     | + 0"       |
| 5. | Alex Kirsch       | Trek-Segafredo        | + 0"       |
| 6. | Kevin Geniets     | Groupama-FDJ          | + 0"       |
| 7. | Anthony Maldonado | Saint Michel-Auber 93 | + 0"       |
| 8. | Alexis Renard     | Cofidis               | + 0"       |
| 9. | James Shaw        | EF Education-EasyPost | + 0"       |
| 10. | Damien Touzé      | AG2R Citroën Team     | + 0"       |

### 2. etape
| Puget-Théniers - La Turbie | middel bjergetape | (149,1 km) |

| \| Etaperesultat \| Etaperesultat \| Etaperesultat \| Etaperesultat \| Etaperesultat \| \| Rytter \| Rytter \| Hold \| Tid \| \| \| ------------- \| ----------------------- \| --------------------- \| ------------- \| ------------- \| \| 1. \| Tim Wellens \| Lotto-Soudal \| 3t 45' 00" \| \| \| 2. \| Nairo Quintana \| Arkéa-Samsic \| + 0" \| \| \| 3. \| Valentin Madouas \| Groupama-FDJ \| + 25" \| \| \| 4. \| Bauke Mollema \| Trek-Segafredo \| + 27" \| \| \| 5. \| Guillaume Martin \| Cofidis \| + 27" \| \| \| 6. \| Amanuel Ghebreigzabhier \| Trek-Segafredo \| + 30" \| \| \| 7. \| Andreas Kron \| Lotto-Soudal \| + 1' 27" \| \| \| 8. \| Alexis Vuillermoz \| TotalEnergies \| + 1' 27" \| \| \| 9. \| James Shaw \| EF Education-EasyPost \| + 1' 31" \| \| \| 10. \| Mathias Bregnhøj \| Riwal Cycling Team \| + 1' 33" \| \| |                         |                       |            |
| |                         |                       |            |
| Kilde: ProCyclingStats |                         |                       |            |
| Etaperesultat |                         |                       |            |
| Rytter | Rytter                  | Hold                  | Tid        |
| 1. | Tim Wellens             | Lotto-Soudal          | 3t 45' 00" |
| 2. | Nairo Quintana          | Arkéa-Samsic          | + 0"       |
| 3. | Valentin Madouas        | Groupama-FDJ          | + 25"      |
| 4. | Bauke Mollema           | Trek-Segafredo        | + 27"      |
| 5. | Guillaume Martin        | Cofidis               | + 27"      |
| 6. | Amanuel Ghebreigzabhier | Trek-Segafredo        | + 30"      |
| 7. | Andreas Kron            | Lotto-Soudal          | + 1' 27"   |
| 8. | Alexis Vuillermoz       | TotalEnergies         | + 1' 27"   |
| 9. | James Shaw              | EF Education-EasyPost | + 1' 31"   |
| 10. | Mathias Bregnhøj        | Riwal Cycling Team    | + 1' 33"   |

| \| Samlede stilling \| Samlede stilling \| Samlede stilling \| Samlede stilling \| Samlede stilling \| \| Rytter \| Rytter \| Hold \| Tid \| \| \| ---------------- \| ----------------------- \| --------------------- \| ---------------- \| ---------------- \| \| 1. \| Tim Wellens \| Lotto-Soudal \| 8t 00' 43" \| \| \| 2. \| Nairo Quintana \| Arkéa-Samsic \| + 0" \| \| \| 3. \| Valentin Madouas \| Groupama-FDJ \| + 26" \| \| \| 4. \| Bauke Mollema \| Trek-Segafredo \| + 27" \| \| \| 5. \| Guillaume Martin \| Cofidis \| + 27" \| \| \| 6. \| Amanuel Ghebreigzabhier \| Trek-Segafredo \| + 31" \| \| \| 7. \| Andreas Kron \| Lotto-Soudal \| + 1' 27" \| \| \| 8. \| Alexis Vuillermoz \| TotalEnergies \| + 1' 27" \| \| \| 9. \| James Shaw \| EF Education-EasyPost \| + 1' 32" \| \| \| 10. \| Kevin Geniets \| Groupama-FDJ \| + 1' 33" \| \| |                         |                       |            |
| |                         |                       |            |
| Kilde: ProCyclingStats |                         |                       |            |
| Samlede stilling |                         |                       |            |
| Rytter | Rytter                  | Hold                  | Tid        |
| 1. | Tim Wellens             | Lotto-Soudal          | 8t 00' 43" |
| 2. | Nairo Quintana          | Arkéa-Samsic          | + 0"       |
| 3. | Valentin Madouas        | Groupama-FDJ          | + 26"      |
| 4. | Bauke Mollema           | Trek-Segafredo        | + 27"      |
| 5. | Guillaume Martin        | Cofidis               | + 27"      |
| 6. | Amanuel Ghebreigzabhier | Trek-Segafredo        | + 31"      |
| 7. | Andreas Kron            | Lotto-Soudal          | + 1' 27"   |
| 8. | Alexis Vuillermoz       | TotalEnergies         | + 1' 27"   |
| 9. | James Shaw              | EF Education-EasyPost | + 1' 32"   |
| 10. | Kevin Geniets           | Groupama-FDJ          | + 1' 33"   |

### 3. etape
| Villefranche-sur-Mer - Blausasc | middel bjergetape | (112,6 km) |

| \| Etaperesultat \| Etaperesultat \| Etaperesultat \| Etaperesultat \| Etaperesultat \| \| Rytter \| Rytter \| Hold \| Tid \| \| \| ------------- \| ---------------------- \| ------------------------- \| ------------- \| ------------- \| \| 1. \| Nairo Quintana \| Arkéa-Samsic \| 2t 55' 17" \| \| \| 2. \| Guillaume Martin \| Cofidis \| + 1' 21" \| \| \| 4. \| Alexis Vuillermoz \| TotalEnergies \| + 1' 30" \| \| \| 5. \| Tim Wellens \| Lotto-Soudal \| + 1' 30" \| \| \| 6. \| Michael Storer \| Groupama-FDJ \| + 1' 37" \| \| \| 7. \| Andrea Vendrame \| AG2R Citroën Team \| + 2' 25" \| \| \| 8. \| Aurélien Paret-Peintre \| AG2R Citroën Team \| + 2' 25" \| \| \| 9. \| Rémy Mertz \| Bingoal Pauwels Sauces WB \| + 2' 25" \| \| \| 10. \| Romain Combaud \| Team DSM \| + 2' 25" \| \| |                        |                           |            |
| |                        |                           |            |
| Kilde: ProCyclingStats |                        |                           |            |
| Etaperesultat |                        |                           |            |
| Rytter | Rytter                 | Hold                      | Tid        |
| 1. | Nairo Quintana         | Arkéa-Samsic              | 2t 55' 17" |
| 2. | Guillaume Martin       | Cofidis                   | + 1' 21"   |
| 4. | Alexis Vuillermoz      | TotalEnergies             | + 1' 30"   |
| 5. | Tim Wellens            | Lotto-Soudal              | + 1' 30"   |
| 6. | Michael Storer         | Groupama-FDJ              | + 1' 37"   |
| 7. | Andrea Vendrame        | AG2R Citroën Team         | + 2' 25"   |
| 8. | Aurélien Paret-Peintre | AG2R Citroën Team         | + 2' 25"   |
| 9. | Rémy Mertz             | Bingoal Pauwels Sauces WB | + 2' 25"   |
| 10. | Romain Combaud         | Team DSM                  | + 2' 25"   |

## Resultater

### Samlede stilling
| \| Samlede stilling \| Samlede stilling \| Samlede stilling \| Samlede stilling \| Samlede stilling \| \| Rytter \| Rytter \| Hold \| Tid \| \| \| ---------------- \| ----------------------- \| --------------------- \| ---------------- \| ---------------- \| \| 1. \| Nairo Quintana \| Arkéa-Samsic \| 10t 56' 01" \| \| \| 2. \| Tim Wellens \| Lotto-Soudal \| + 1' 30" \| \| \| 3. \| Guillaume Martin \| Cofidis \| + 1' 48" \| \| \| 4. \| Valentin Madouas \| Groupama-FDJ \| + 2' 50" \| \| \| 5. \| Bauke Mollema \| Trek-Segafredo \| + 2' 52" \| \| \| 6. \| Amanuel Ghebreigzabhier \| Trek-Segafredo \| + 2' 55" \| \| \| 7. \| Alexis Vuillermoz \| TotalEnergies \| + 2' 57" \| \| \| 8. \| Andreas Kron \| Lotto-Soudal \| + 3' 52" \| \| \| 9. \| James Shaw \| EF Education-EasyPost \| + 3' 56" \| \| \| 10. \| Kevin Geniets \| Groupama-FDJ \| + 3' 58" \| \| |                         |                       |             |
| |                         |                       |             |
| Kilde: ProCyclingStats |                         |                       |             |
| Samlede stilling |                         |                       |             |
| Rytter | Rytter                  | Hold                  | Tid         |
| 1. | Nairo Quintana          | Arkéa-Samsic          | 10t 56' 01" |
| 2. | Tim Wellens             | Lotto-Soudal          | + 1' 30"    |
| 3. | Guillaume Martin        | Cofidis               | + 1' 48"    |
| 4. | Valentin Madouas        | Groupama-FDJ          | + 2' 50"    |
| 5. | Bauke Mollema           | Trek-Segafredo        | + 2' 52"    |
| 6. | Amanuel Ghebreigzabhier | Trek-Segafredo        | + 2' 55"    |
| 7. | Alexis Vuillermoz       | TotalEnergies         | + 2' 57"    |
| 8. | Andreas Kron            | Lotto-Soudal          | + 3' 52"    |
| 9. | James Shaw              | EF Education-EasyPost | + 3' 56"    |
| 10. | Kevin Geniets           | Groupama-FDJ          | + 3' 58"    |

### Bjergkonkurrencen
| Bjergkonkurrence | Bjergkonkurrence | Bjergkonkurrence           | Bjergkonkurrence | Bjergkonkurrence |
| Rytter           | Rytter           | Hold                       | Point            |                  |
| ---------------- | ---------------- | -------------------------- | ---------------- | ---------------- |
| 1.               | Nairo Quintana   | Arkéa-Samsic               | 18 point         |                  |
| 2.               | Thibaut Pinot    | Groupama-FDJ               | 16 point         |                  |
| 3.               | Jonathan Couanon | Nice Métropole Côte d'Azur | 14 point         |                  |
| 4.               | Lilian Calmejane | AG2R Citroën Team          | 14 point         |                  |
| 5.               | Roger Adrià      | Equipo Kern Pharma         | 10 point         |                  |

### Pointkonkurrencen
| Pointkonkurrence | Pointkonkurrence  | Pointkonkurrence  | Pointkonkurrence | Pointkonkurrence |
| Rytter           | Rytter            | Hold              | Point            |                  |
| ---------------- | ----------------- | ----------------- | ---------------- | ---------------- |
| 1.               | Nairo Quintana    | Arkéa-Samsic      | 45 point         |                  |
| 2.               | Tim Wellens       | Lotto-Soudal      | 41 point         |                  |
| 3.               | Guillaume Martin  | Cofidis           | 32 point         |                  |
| 4.               | Andrea Vendrame   | AG2R Citroën Team | 23 point         |                  |
| 5.               | Alexis Vuillermoz | TotalEnergies     | 22 point         |                  |

### Ungdomskonkurrencen
| Ungdomskonkurrence | Ungdomskonkurrence | Ungdomskonkurrence         | Ungdomskonkurrence | Ungdomskonkurrence |
| Rytter             | Rytter             | Hold                       | Tid                |                    |
| ------------------ | ------------------ | -------------------------- | ------------------ | ------------------ |
| 1.                 | Andreas Kron       | Lotto-Soudal               | 10t 59' 53"        |                    |
| 2.                 | Mark Donovan       | Team DSM                   | + 19"              |                    |
| 3.                 | Andrea Mifsud      | Nice Métropole Côte d'Azur | + 1' 44"           |                    |
| 4.                 | Roger Adrià        | Equipo Kern Pharma         | + 3' 09"           |                    |
| 5.                 | Valentin Ferron    | TotalEnergies              | + 7' 03"           |                    |

### Holdkonkurrencen
| Holdkonkurrence | Holdkonkurrence   | Holdkonkurrence | Holdkonkurrence |
| Hold            | Hold              | Tid             |                 |
| --------------- | ----------------- | --------------- | --------------- |
| 1.              | Groupama-FDJ      | 33t 02' 30"     |                 |
| 2.              | AG2R Citroën Team | + 30"           |                 |
| 3.              | Arkéa-Samsic      | + 2' 56"        |                 |
| 4.              | Team DSM          | + 3' 04"        |                 |
| 5.              | TotalEnergies     | + 8' 39"        |                 |

## Hold og ryttere
| UCI WorldTeams (7)- Cofidis - EF Education-EasyPost - AG2R Citroën Team - Trek-Segafredo - Groupama-FDJ - Lotto-Soudal - Team DSM UCI ProTeams (6)- Bingoal Pauwels Sauces WB - B&B Hotels-KTM - TotalEnergies - Arkéa-Samsic - Equipo Kern Pharma - Uno-X Pro Cycling Team UCI Kontinentalhold (5)- Nice Métropole Côte d'Azur - UC Nantes Atlantique - Saint Michel-Auber 93 - Go Sport-Roubaix Lille Métropole - Riwal |
| |

### Danske ryttere
| Danske ryttere på startlisten |                    |                        |           |
| Rygnummer                     | Rytter             | Hold                   | Placering |
| 5                             | Asbjørn Hellemose  | Trek-Segafredo         | 63        |
| 6                             | Mattias Skjelmose  | Trek-Segafredo         | DNS-3     |
| 46                            | Michael Valgren    | EF Education-EasyPost  | DNF-2     |
| 64                            | Andreas Kron       | Lotto-Soudal           | 8         |
| 92                            | Jonas Gregaard     | Uno-X Pro Cycling Team | 27        |
| 131                           | Søren Vosgerau     | Riwal Cycling Team     | DNF-2     |
| 135                           | Christoffer Lisson | Riwal Cycling Team     | 95        |
| 136                           | Mathias Bregnhøj   | Riwal Cycling Team     | 17        |
| 137                           | Morten Nørtoft     | Riwal Cycling Team     | DNF-3     |

* DNF = gennemførte ikke

### Startliste
| Trek-Segafredo TFS | Trek-Segafredo TFS            | Trek-Segafredo TFS |
| ------------------ | ----------------------------- | ------------------ |
| Nr.                | Rytter                        | Placering          |
| 1                  | Bauke Mollema (NED)           | 5.                 |
| 2                  | Alex Kirsch (LUX)             | 40.                |
| 4                  | Amanuel Ghebreigzabhier (ERI) | 6.                 |
| 5                  | Asbjørn Hellemose (DEN)       | 63.                |
| 6                  | Mattias Skjelmose (DEN)       | DNS-3              |

| AG2R Citroën Team ACT | AG2R Citroën Team ACT        | AG2R Citroën Team ACT |
| --------------------- | ---------------------------- | --------------------- |
| Nr.                   | Rytter                       | Placering             |
| 11                    | Dorian Godon (FRA)           | 29.                   |
| 12                    | Lilian Calmejane (FRA)       | 36.                   |
| 13                    | Mikaël Cherel (FRA)          | 51.                   |
| 14                    | Aurélien Paret-Peintre (FRA) | 11.                   |
| 15                    | Damien Touzé (FRA)           | 20.                   |
| 16                    | Andrea Vendrame (ITA)        | 22.                   |
| 17                    | Larry Warbasse (USA)         | 14.                   |

| Groupama-FDJ GFC | Groupama-FDJ GFC                              | Groupama-FDJ GFC |
| ---------------- | --------------------------------------------- | ---------------- |
| Nr.              | Rytter                                        | Placering        |
| 21               | Thibaut Pinot (FRA)                           | 24.              |
| 22               | Lewis Askey (GBR)                             | 94.              |
| 23               | Kevin Geniets (LUX) (landevej og enkeltstart) | 10.              |
| 24               | Valentin Madouas (FRA)                        | 4.               |
| 26               | Anthony Roux (FRA)                            | 77.              |
| 27               | Michael Storer (AUS)                          | 32.              |

| Cofidis COF | Cofidis COF            | Cofidis COF |
| ----------- | ---------------------- | ----------- |
| Nr.         | Rytter                 | Placering   |
| 31          | Guillaume Martin (FRA) | 3.          |
| 32          | Victor Lafay (FRA)     | 35.         |
| 33          | Anthony Perez (FRA)    | 38.         |
| 34          | François Bidard (FRA)  | 37.         |
| 35          | Alexis Renard (FRA)    | DNF-3       |
| 36          | Eddy Finé (FRA)        | 56.         |
| 37          | Thomas Champion (FRA)  | 84.         |

| EF Education-EasyPost EFE | EF Education-EasyPost EFE | EF Education-EasyPost EFE |
| ------------------------- | ------------------------- | ------------------------- |
| Nr.                       | Rytter                    | Placering                 |
| 41                        | Simon Carr (GBR)          | DNF-3                     |
| 43                        | Hideto Nakane (JPN)       | 81.                       |
| 44                        | Jonas Rutsch (GER)        | 70.                       |
| 45                        | James Shaw (GBR)          | 9.                        |
| 46                        | Michael Valgren (DEN)     | DNF-2                     |
| 47                        | Łukasz Wiśniowski (POL)   | 79.                       |

| Arkéa-Samsic ARK | Arkéa-Samsic ARK          | Arkéa-Samsic ARK |
| ---------------- | ------------------------- | ---------------- |
| Nr.              | Rytter                    | Placering        |
| 51               | Nairo Quintana (COL)      | 1.               |
| 52               | Maxime Bouet (FRA)        | 31.              |
| 53               | Nacer Bouhanni (FRA)      | 87.              |
| 54               | Miguel Flórez López (COL) | 85.              |
| 55               | Nicolas Edet (FRA)        | 28.              |
| 56               | Łukasz Owsian (POL)       | 23.              |
| 57               | Kévin Ledanois (FRA)      | DNF-3            |

| Lotto-Soudal LTS | Lotto-Soudal LTS         | Lotto-Soudal LTS |
| ---------------- | ------------------------ | ---------------- |
| Nr.              | Rytter                   | Placering        |
| 61               | Tim Wellens (BEL)        | 2.               |
| 62               | Arnaud De Lie (BEL)      | 86.              |
| 63               | Caleb Ewan (AUS)         | DNF-3            |
| 64               | Andreas Kron (DEN)       | 8.               |
| 65               | Harry Sweeny (AUS)       | 59.              |
| 66               | Brent Van Moer (BEL)     | 72.              |
| 67               | Florian Vermeersch (BEL) | 67.              |

| Team DSM DSM | Team DSM DSM          | Team DSM DSM |
| ------------ | --------------------- | ------------ |
| Nr.          | Rytter                | Placering    |
| 71           | Romain Combaud (FRA)  | 12.          |
| 72           | Mark Donovan (GBR)    | 16.          |
| 73           | Chris Hamilton (AUS)  | 26.          |
| 74           | Lorenzo Milesi (ITA)  | 53.          |
| 76           | Martijn Tusveld (NED) | 41.          |

| Development Team DSM DDS | Development Team DSM DDS | Development Team DSM DDS |
| ------------------------ | ------------------------ | ------------------------ |
| Nr.                      | Rytter                   | Placering                |
| 77                       | Hannes Wilksch (GER)     | DNF-3                    |

| TotalEnergies TEN | TotalEnergies TEN            | TotalEnergies TEN |
| ----------------- | ---------------------------- | ----------------- |
| Nr.               | Rytter                       | Placering         |
| 81                | Peter Sagan (SVK) (landevej) | 65.               |
| 83                | Valentin Ferron (FRA)        | 30.               |
| 84                | Daniel Oss (ITA)             | 39.               |
| 85                | Julien Simon (FRA)           | 25.               |
| 86                | Anthony Turgis (FRA)         | 62.               |
| 87                | Alexis Vuillermoz (FRA)      | 7.                |

| Uno-X Pro Cycling Team UXT | Uno-X Pro Cycling Team UXT       | Uno-X Pro Cycling Team UXT |
| -------------------------- | -------------------------------- | -------------------------- |
| Nr.                        | Rytter                           | Placering                  |
| 91                         | Anders Halland Johannessen (NOR) | DNF-3                      |
| 92                         | Jonas Gregaard (DEN)             | 27.                        |
| 93                         | Anders Skaarseth (NOR)           | 34.                        |
| 95                         | Torstein Træen (NOR)             | 15.                        |
| 96                         | Torjus Sleen (NOR)               | 76.                        |
| 97                         | Magnus Brynsrud (NOR)            | 54.                        |

| B&B Hotels-KTM BBK | B&B Hotels-KTM BBK     | B&B Hotels-KTM BBK |
| ------------------ | ---------------------- | ------------------ |
| Nr.                | Rytter                 | Placering          |
| 101                | Franck Bonnamour (FRA) | 13.                |
| 102                | Cyril Barthe (FRA)     | 48.                |
| 103                | Maxime Chevalier (FRA) | 33.                |
| 104                | Thibault Ferasse (FRA) | DNF-3              |
| 105                | Cyril Gautier (FRA)    | 50.                |
| 106                | Jonathan Hivert (FRA)  | 69.                |
| 107                | Victor Koretzky (FRA)  | 66.                |

| Bingoal Pauwels Sauces WB BWB | Bingoal Pauwels Sauces WB BWB | Bingoal Pauwels Sauces WB BWB |
| ----------------------------- | ----------------------------- | ----------------------------- |
| Nr.                           | Rytter                        | Placering                     |
| 111                           | Arjen Livyns (BEL)            | 68.                           |
| 112                           | Rémy Mertz (BEL)              | 45.                           |
| 113                           | Kenny Molly (BEL)             | 21.                           |
| 114                           | Tom Paquot (BEL)              | DNF-2                         |
| 115                           | Luc Wirtgen (LUX)             | DNS-3                         |
| 116                           | Dimitri Peyskens (BEL)        | DNF-3                         |
| 117                           | Marco Tizza (ITA)             | 43.                           |

| Equipo Kern Pharma EKP | Equipo Kern Pharma EKP      | Equipo Kern Pharma EKP |
| ---------------------- | --------------------------- | ---------------------- |
| Nr.                    | Rytter                      | Placering              |
| 121                    | Roger Adrià (ESP)           | 19.                    |
| 122                    | Eugenio Sánchez López (ESP) | 50.                    |
| 123                    | Martí Márquez (ESP)         | 44.                    |
| 124                    | Pau Miquel (ESP)            | 71.                    |
| 125                    | Sergio Araiz (ESP)          | DNF-3                  |
| 126                    | Danny van der Tuuk (NED)    | 64.                    |
| 127                    | Jaime Castrillo (ESP)       | 60.                    |

| Riwal Cycling Team RIW | Riwal Cycling Team RIW   | Riwal Cycling Team RIW |
| ---------------------- | ------------------------ | ---------------------- |
| Nr.                    | Rytter                   | Placering              |
| 131                    | Søren Vosgerau (DEN)     | DNF-2                  |
| 132                    | Jacob Eriksson (SWE)     | 55.                    |
| 133                    | Elmar Reinders (NED)     | 69.                    |
| 134                    | Martijn Budding (NED)    | DNF-3                  |
| 135                    | Christoffer Lisson (DEN) | 95.                    |
| 136                    | Mathias Bregnhøj (DEN)   | 17.                    |
| 137                    | Morten Nørtoft (DEN)     | DNF-3                  |

| Saint Michel-Auber 93 AUB | Saint Michel-Auber 93 AUB  | Saint Michel-Auber 93 AUB |
| ------------------------- | -------------------------- | ------------------------- |
| Nr.                       | Rytter                     | Placering                 |
| 141                       | Joris Delbove (FRA)        | 42.                       |
| 142                       | Nicolas Debeaumarché (FRA) | DNS-2                     |
| 144                       | Anthony Maldonado (FRA)    | 88.                       |
| 145                       | Flavien Maurelet (FRA)     | 89.                       |
| 146                       | Yoann Paillot (FRA)        | 46.                       |
| 147                       | Morne van Niekerk (RSA)    | DNF-3                     |

| Go Sport-Roubaix Lille Métropole GRL | Go Sport-Roubaix Lille Métropole GRL | Go Sport-Roubaix Lille Métropole GRL |
| ------------------------------------ | ------------------------------------ | ------------------------------------ |
| Nr.                                  | Rytter                               | Placering                            |
| 151                                  | Evaldas Šiškevicius (LTU)            | 91.                                  |
| 152                                  | Clément Carisey (FRA)                | 82.                                  |
| 153                                  | Thomas Denis (FRA)                   | DNF-2                                |
| 154                                  | Maxime Jarnet (FRA)                  | 52.                                  |
| 155                                  | Jérémy Leveau (FRA)                  | DNS-1                                |
| 156                                  | Tom Mainguenaud (FRA)                | 90.                                  |
| 157                                  | Samuel Leroux (FRA)                  | 65.                                  |

| Nice Métropole Côte d'Azur NMC | Nice Métropole Côte d'Azur NMC | Nice Métropole Côte d'Azur NMC |
| ------------------------------ | ------------------------------ | ------------------------------ |
| Nr.                            | Rytter                         | Placering                      |
| 161                            | Antoine Berlin (MON)           | 58.                            |
| 162                            | Julien Amadori (FRA)           | 96.                            |
| 163                            | Jonathan Couanon (FRA)         | 83.                            |
| 164                            | Tristan Delacroix (FRA)        | 74.                            |
| 165                            | Jean Goubert (FRA)             | 49.                            |
| 166                            | Andrea Mifsud                  | 18.                            |
| 167                            | Maxime Urruty (FRA)            | 78.                            |

| Team U Nantes Atlantique 194 | Team U Nantes Atlantique 194 | Team U Nantes Atlantique 194 |
| ---------------------------- | ---------------------------- | ---------------------------- |
| Nr.                          | Rytter                       | Placering                    |
| 171                          | Louis Barré (FRA)            |                              |
| 172                          | Maël Guégan (FRA)            |                              |
| 173                          | Jordan Jegat (FRA)           |                              |
| 174                          | Yaël Joalland (FRA)          | DNF-2                        |
| 175                          | Mathias Le Turnier (FRA)     |                              |
| 176                          | Axel Mariault (FRA)          |                              |
| 177                          | Emmanuel Morin (FRA)         |                              |

| Trek-Segafredo TFS | Trek-Segafredo TFS            | Trek-Segafredo TFS |
| ------------------ | ----------------------------- | ------------------ |
| Nr.                | Rytter                        | Placering          |
| 1                  | Bauke Mollema (NED)           | 5.                 |
| 2                  | Alex Kirsch (LUX)             | 40.                |
| 4                  | Amanuel Ghebreigzabhier (ERI) | 6.                 |
| 5                  | Asbjørn Hellemose (DEN)       | 63.                |
| 6                  | Mattias Skjelmose (DEN)       | DNS-3              |

| AG2R Citroën Team ACT | AG2R Citroën Team ACT        | AG2R Citroën Team ACT |
| --------------------- | ---------------------------- | --------------------- |
| Nr.                   | Rytter                       | Placering             |
| 11                    | Dorian Godon (FRA)           | 29.                   |
| 12                    | Lilian Calmejane (FRA)       | 36.                   |
| 13                    | Mikaël Cherel (FRA)          | 51.                   |
| 14                    | Aurélien Paret-Peintre (FRA) | 11.                   |
| 15                    | Damien Touzé (FRA)           | 20.                   |
| 16                    | Andrea Vendrame (ITA)        | 22.                   |
| 17                    | Larry Warbasse (USA)         | 14.                   |

| Groupama-FDJ GFC | Groupama-FDJ GFC                              | Groupama-FDJ GFC |
| ---------------- | --------------------------------------------- | ---------------- |
| Nr.              | Rytter                                        | Placering        |
| 21               | Thibaut Pinot (FRA)                           | 24.              |
| 22               | Lewis Askey (GBR)                             | 94.              |
| 23               | Kevin Geniets (LUX) (landevej og enkeltstart) | 10.              |
| 24               | Valentin Madouas (FRA)                        | 4.               |
| 26               | Anthony Roux (FRA)                            | 77.              |
| 27               | Michael Storer (AUS)                          | 32.              |

| Cofidis COF | Cofidis COF            | Cofidis COF |
| ----------- | ---------------------- | ----------- |
| Nr.         | Rytter                 | Placering   |
| 31          | Guillaume Martin (FRA) | 3.          |
| 32          | Victor Lafay (FRA)     | 35.         |
| 33          | Anthony Perez (FRA)    | 38.         |
| 34          | François Bidard (FRA)  | 37.         |
| 35          | Alexis Renard (FRA)    | DNF-3       |
| 36          | Eddy Finé (FRA)        | 56.         |
| 37          | Thomas Champion (FRA)  | 84.         |

| EF Education-EasyPost EFE | EF Education-EasyPost EFE | EF Education-EasyPost EFE |
| ------------------------- | ------------------------- | ------------------------- |
| Nr.                       | Rytter                    | Placering                 |
| 41                        | Simon Carr (GBR)          | DNF-3                     |
| 43                        | Hideto Nakane (JPN)       | 81.                       |
| 44                        | Jonas Rutsch (GER)        | 70.                       |
| 45                        | James Shaw (GBR)          | 9.                        |
| 46                        | Michael Valgren (DEN)     | DNF-2                     |
| 47                        | Łukasz Wiśniowski (POL)   | 79.                       |

| Arkéa-Samsic ARK | Arkéa-Samsic ARK          | Arkéa-Samsic ARK |
| ---------------- | ------------------------- | ---------------- |
| Nr.              | Rytter                    | Placering        |
| 51               | Nairo Quintana (COL)      | 1.               |
| 52               | Maxime Bouet (FRA)        | 31.              |
| 53               | Nacer Bouhanni (FRA)      | 87.              |
| 54               | Miguel Flórez López (COL) | 85.              |
| 55               | Nicolas Edet (FRA)        | 28.              |
| 56               | Łukasz Owsian (POL)       | 23.              |
| 57               | Kévin Ledanois (FRA)      | DNF-3            |

| Lotto-Soudal LTS | Lotto-Soudal LTS         | Lotto-Soudal LTS |
| ---------------- | ------------------------ | ---------------- |
| Nr.              | Rytter                   | Placering        |
| 61               | Tim Wellens (BEL)        | 2.               |
| 62               | Arnaud De Lie (BEL)      | 86.              |
| 63               | Caleb Ewan (AUS)         | DNF-3            |
| 64               | Andreas Kron (DEN)       | 8.               |
| 65               | Harry Sweeny (AUS)       | 59.              |
| 66               | Brent Van Moer (BEL)     | 72.              |
| 67               | Florian Vermeersch (BEL) | 67.              |

| Team DSM DSM | Team DSM DSM          | Team DSM DSM |
| ------------ | --------------------- | ------------ |
| Nr.          | Rytter                | Placering    |
| 71           | Romain Combaud (FRA)  | 12.          |
| 72           | Mark Donovan (GBR)    | 16.          |
| 73           | Chris Hamilton (AUS)  | 26.          |
| 74           | Lorenzo Milesi (ITA)  | 53.          |
| 76           | Martijn Tusveld (NED) | 41.          |

| Development Team DSM DDS | Development Team DSM DDS | Development Team DSM DDS |
| ------------------------ | ------------------------ | ------------------------ |
| Nr.                      | Rytter                   | Placering                |
| 77                       | Hannes Wilksch (GER)     | DNF-3                    |

| TotalEnergies TEN | TotalEnergies TEN            | TotalEnergies TEN |
| ----------------- | ---------------------------- | ----------------- |
| Nr.               | Rytter                       | Placering         |
| 81                | Peter Sagan (SVK) (landevej) | 65.               |
| 83                | Valentin Ferron (FRA)        | 30.               |
| 84                | Daniel Oss (ITA)             | 39.               |
| 85                | Julien Simon (FRA)           | 25.               |
| 86                | Anthony Turgis (FRA)         | 62.               |
| 87                | Alexis Vuillermoz (FRA)      | 7.                |

| Uno-X Pro Cycling Team UXT | Uno-X Pro Cycling Team UXT       | Uno-X Pro Cycling Team UXT |
| -------------------------- | -------------------------------- | -------------------------- |
| Nr.                        | Rytter                           | Placering                  |
| 91                         | Anders Halland Johannessen (NOR) | DNF-3                      |
| 92                         | Jonas Gregaard (DEN)             | 27.                        |
| 93                         | Anders Skaarseth (NOR)           | 34.                        |
| 95                         | Torstein Træen (NOR)             | 15.                        |
| 96                         | Torjus Sleen (NOR)               | 76.                        |
| 97                         | Magnus Brynsrud (NOR)            | 54.                        |

| B&B Hotels-KTM BBK | B&B Hotels-KTM BBK     | B&B Hotels-KTM BBK |
| ------------------ | ---------------------- | ------------------ |
| Nr.                | Rytter                 | Placering          |
| 101                | Franck Bonnamour (FRA) | 13.                |
| 102                | Cyril Barthe (FRA)     | 48.                |
| 103                | Maxime Chevalier (FRA) | 33.                |
| 104                | Thibault Ferasse (FRA) | DNF-3              |
| 105                | Cyril Gautier (FRA)    | 50.                |
| 106                | Jonathan Hivert (FRA)  | 69.                |
| 107                | Victor Koretzky (FRA)  | 66.                |

| Bingoal Pauwels Sauces WB BWB | Bingoal Pauwels Sauces WB BWB | Bingoal Pauwels Sauces WB BWB |
| ----------------------------- | ----------------------------- | ----------------------------- |
| Nr.                           | Rytter                        | Placering                     |
| 111                           | Arjen Livyns (BEL)            | 68.                           |
| 112                           | Rémy Mertz (BEL)              | 45.                           |
| 113                           | Kenny Molly (BEL)             | 21.                           |
| 114                           | Tom Paquot (BEL)              | DNF-2                         |
| 115                           | Luc Wirtgen (LUX)             | DNS-3                         |
| 116                           | Dimitri Peyskens (BEL)        | DNF-3                         |
| 117                           | Marco Tizza (ITA)             | 43.                           |

| Equipo Kern Pharma EKP | Equipo Kern Pharma EKP      | Equipo Kern Pharma EKP |
| ---------------------- | --------------------------- | ---------------------- |
| Nr.                    | Rytter                      | Placering              |
| 121                    | Roger Adrià (ESP)           | 19.                    |
| 122                    | Eugenio Sánchez López (ESP) | 50.                    |
| 123                    | Martí Márquez (ESP)         | 44.                    |
| 124                    | Pau Miquel (ESP)            | 71.                    |
| 125                    | Sergio Araiz (ESP)          | DNF-3                  |
| 126                    | Danny van der Tuuk (NED)    | 64.                    |
| 127                    | Jaime Castrillo (ESP)       | 60.                    |

| Riwal Cycling Team RIW | Riwal Cycling Team RIW   | Riwal Cycling Team RIW |
| ---------------------- | ------------------------ | ---------------------- |
| Nr.                    | Rytter                   | Placering              |
| 131                    | Søren Vosgerau (DEN)     | DNF-2                  |
| 132                    | Jacob Eriksson (SWE)     | 55.                    |
| 133                    | Elmar Reinders (NED)     | 69.                    |
| 134                    | Martijn Budding (NED)    | DNF-3                  |
| 135                    | Christoffer Lisson (DEN) | 95.                    |
| 136                    | Mathias Bregnhøj (DEN)   | 17.                    |
| 137                    | Morten Nørtoft (DEN)     | DNF-3                  |

| Saint Michel-Auber 93 AUB | Saint Michel-Auber 93 AUB  | Saint Michel-Auber 93 AUB |
| ------------------------- | -------------------------- | ------------------------- |
| Nr.                       | Rytter                     | Placering                 |
| 141                       | Joris Delbove (FRA)        | 42.                       |
| 142                       | Nicolas Debeaumarché (FRA) | DNS-2                     |
| 144                       | Anthony Maldonado (FRA)    | 88.                       |
| 145                       | Flavien Maurelet (FRA)     | 89.                       |
| 146                       | Yoann Paillot (FRA)        | 46.                       |
| 147                       | Morne van Niekerk (RSA)    | DNF-3                     |

| Go Sport-Roubaix Lille Métropole GRL | Go Sport-Roubaix Lille Métropole GRL | Go Sport-Roubaix Lille Métropole GRL |
| ------------------------------------ | ------------------------------------ | ------------------------------------ |
| Nr.                                  | Rytter                               | Placering                            |
| 151                                  | Evaldas Šiškevicius (LTU)            | 91.                                  |
| 152                                  | Clément Carisey (FRA)                | 82.                                  |
| 153                                  | Thomas Denis (FRA)                   | DNF-2                                |
| 154                                  | Maxime Jarnet (FRA)                  | 52.                                  |
| 155                                  | Jérémy Leveau (FRA)                  | DNS-1                                |
| 156                                  | Tom Mainguenaud (FRA)                | 90.                                  |
| 157                                  | Samuel Leroux (FRA)                  | 65.                                  |

| Nice Métropole Côte d'Azur NMC | Nice Métropole Côte d'Azur NMC | Nice Métropole Côte d'Azur NMC |
| ------------------------------ | ------------------------------ | ------------------------------ |
| Nr.                            | Rytter                         | Placering                      |
| 161                            | Antoine Berlin (MON)           | 58.                            |
| 162                            | Julien Amadori (FRA)           | 96.                            |
| 163                            | Jonathan Couanon (FRA)         | 83.                            |
| 164                            | Tristan Delacroix (FRA)        | 74.                            |
| 165                            | Jean Goubert (FRA)             | 49.                            |
| 166                            | Andrea Mifsud                  | 18.                            |
| 167                            | Maxime Urruty (FRA)            | 78.                            |

| Team U Nantes Atlantique 194 | Team U Nantes Atlantique 194 | Team U Nantes Atlantique 194 |
| ---------------------------- | ---------------------------- | ---------------------------- |
| Nr.                          | Rytter                       | Placering                    |
| 171                          | Louis Barré (FRA)            |                              |
| 172                          | Maël Guégan (FRA)            |                              |
| 173                          | Jordan Jegat (FRA)           |                              |
| 174                          | Yaël Joalland (FRA)          | DNF-2                        |
| 175                          | Mathias Le Turnier (FRA)     |                              |
| 176                          | Axel Mariault (FRA)          |                              |
| 177                          | Emmanuel Morin (FRA)         |                              |